# Bristol Perseus
Le Bristol Perseus était un moteur d'avion à neuf cylindres en simple étoile, refroidi par air, et produit par la Bristol Aeroplane Company à partir de 1932. Ce fut le premier moteur d'avion à chemises louvoyantes produit en série.

## Étude et Développement

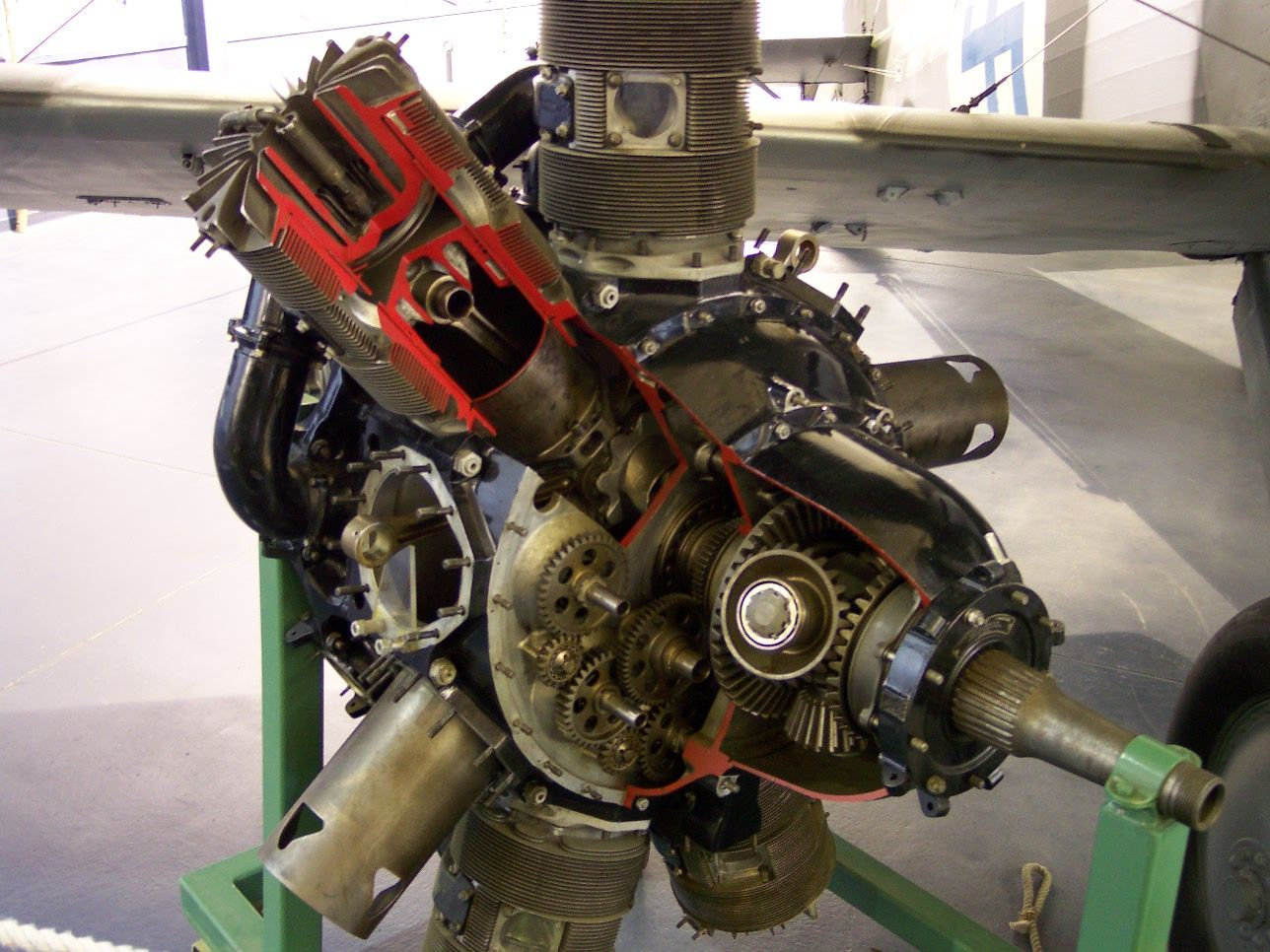
Bristol Perseus coupé montrant les chemises et le réducteur d'hélice.

Fin 1925, début 1926, le Royal Aircraft Establishment (RAE) publia une série d'articles de Harry Ricardo sur le principe des chemises louvoyantes. Les avantages sur les soupapes étaient un meilleur rendement volumétrique ainsi que la capacité à opérer à des régimes plus élevés. Cela permettait de produire un moteur de plus petite taille à puissance égale. En outre, sur les moteurs en étoiles multiples, la disposition à 4 soupapes que Bristol utilisait pour ses Jupiter et Pegasus ne pouvait être adoptée qu'au prix d'une énorme complexité, alors que le système sans soupapes simplifiait grandement la conception par sa réduction drastique des pièces en mouvement. 
Roy Fedden, ingénieur en chef de Bristol, fut intéressé par le concept et en 1927 il construisit un bicylindre en V expérimental avec l'idée d'en extrapoler un V12. Son projet suivait le principe à fourreau unique tel que mis au point par les ingénieurs Burt et Mc Collum, par opposition aux doubles fourreaux du système Knight. Les problèmes surgirent au banc d'essai, notamment l'éclatement des fourreaux lors de la course de détente et le décrochage des pignons d'entraînement. Une longue série de tests et des changements et  améliorations des matériaux requirent six années de travaux pour un coût total de l'ordre de 2 millions de £. En 1933, les problèmes étaient enfin résolus. 
Le résultat de ces travaux fut le moteur Perseus, dont les cotes étaient celles du Bristol Mercury, soit 146 mm x 165 mm d'alésage/course pour une cylindrée totale de 24,9 litres. Il fut suivi un peu plus tard de son "cousin" d'une cylindrée plus faible (127 mm x 136,5 mm, cylindrée 15,6 litres), dénommé Bristol Aquila (en). Ce dernier ne passa jamais au stade de la grande fabrication, mais le Perseus allait devenir le premier moteur d'avion à chemises louvoyantes à être produit en série .
Les premières versions commerciales du Perseus furent homologuées à 580 chevaux (433 kW), la même puissance que le modèle contemporain du Mercury, ce qui montrait que le concept était sous-exploité. Le moteur gagna rapidement en puissance grâce à diverses améliorations et, en 1936, le Perseus délivrait 810 ch (604 kW), plafonnant à 930 ch (690 kW) en 1939, alors que le Perseus 100 avec une cylindrée portée à 26,8 l par augmentation de la course à 178 mm, donnait 1 200 ch (890 kW) à 2 700 tours par minute à 1 296 m, surclassant de loin les versions les plus développées du Mercury.
Le Perseus connut une utilisation limitée dans le domaine civil, équipant notamment l'hydravion Short Empire et le De Havilland Flamingo, mais eut plus de succès dans le domaine militaire, puisqu'on le trouvait sur l'avion de reconnaissance Westland Lysander, ainsi que sur les  bombardiers Vickers Vildebeest, Blackburn Botha, Blackburn Skua et Roc.

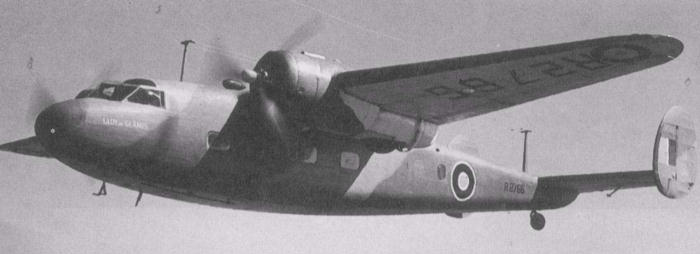
De Havilland Flamingo propulsé par des Bristol Perseus.

La principale contribution du Perseus est que son concept a été utilisé comme base pour les modèles postérieurs de Bristol en double étoile : après l'étape intermédiaire du Taurus, premier moteur de Bristol sans soupapes à 14 cylindres, apparurent le fameux moteur Bristol Hercules, très largement apprécié, et son successeur à 18 cylindres le Bristol Centaurus. Cette remarquable famille de moteurs mettait pleinement à profit les avantages des chemises louvoyantes et, à la fin de la guerre, le Centaurus était l'un des plus puissants moteurs au monde.
La production du Perseus s'arrêta en 1942, après la livraison de 2 892 moteurs 

## Applications
On retrouve ce moteur dans ces avions :
- Blackburn Botha
- Blackburn Roc
- Blackburn Skua
- Bristol Bulldog
- Bristol Type 148 (en)
- Cunliffe-Owen Flying Wing (en)
- de Havilland Flamingo
- de Havilland Hertfordshire
- Gloster Goring (en)
- Hawker Hart
- Saunders-Roe A.33
- Short Empire
- Short L.17 Scylla
- Vickers Vellox (en)
- Vickers Vildebeest Mk.IV
- Westland Lysander Mk.II

## Caractéristiques (Perseus XII - 1938)
D'après Alec Lumsden
Caractéristiques générales
- Type : moteur à pistons à refroidissement par air, 9 cylindres en simple étoile
- Alésage : 146 mm
- Course : 165 mm
- Cylindrée : 24,9 litres
- Taux de compression : 6,75:1
- Diamètre : 1 405 mm
- Masse à sec : 465 kg

Composants
- Distribution : chemises louvoyantes, système Burt-McCollum
- Compresseur : compresseur centrifuge à entraînement mécanique, un seul étage et une seule vitesse (suivant les versions)
- Réducteur d'hélice : réducteur épicycloïdal à pignons coniques type Farman, rapport 0,5:1.
- Système d'alimentation : carburateur
- Carburant : essence à 87 d'indice d'octane
- Système de refroidissement : par air

Performances
- Puissance développée :
  - Décollage : 830 ch à 2 650 tr/min
  - Maximum continu : 905 ch à 2 750 tr/min à 1 980 mètres.